# Alvleesgang
De ductus pancreaticus of alvleesgang is een kanaal in de alvleesklier dat samen met de galgang uitmondt in de papil van Vater. Het kanaal is de afvoerbuis van de exocriene verteringssappen van de alvleesklier.
Het kanaal is vernoemd naar de ontdekker ervan, de Duitse anatoom Johann Georg Wirsung (1589-1643).
De meeste mensen hebben één alvleesgang. Bij sommigen komt een ductus pancreaticus accessorius voor, de ductus Santorini.

## Klinische betekenis
Compressie, obstructie door bijvoorbeeld galstenen of ontsteking van de alvleesgang kan leiden tot een acute pancreatitis.